# Coscinocladium
Coscinocladium — рід грибів родини Physciaceae. Назва вперше опублікована 1846 року.

## Класифікація
До роду Coscinocladium відносять 2 види:
- Coscinocladium gaditanum
- Coscinocladium occidentale